# Tsūtenkaku

La tour Tsūtenkaku (通天閣, litt. « tour qui mène au ciel ») est une tour à Osaka (dans l'arrondissement Naniwa-ku) et un des symboles de cette ville. Elle est située dans le quartier Shinsekai. Sa hauteur totale est de 103 m ; le dernier étage accessible au public est à 91 m.

## Histoire
La première tour Tsutenkaku fut construite en 1912 ; combinaison puisant son inspiration de l'Arc de Triomphe de Paris et de la Tour Eiffel, elle faisait partie d’un parc d'attractions. Sa hauteur de 64 mètres faisait d’elle la deuxième tour d’Asie. Une fresque à motif de fleurs et de paon, publicité pour une société de produits de beauté d'Osaka, décorait le plafond du rez-de-chaussée.

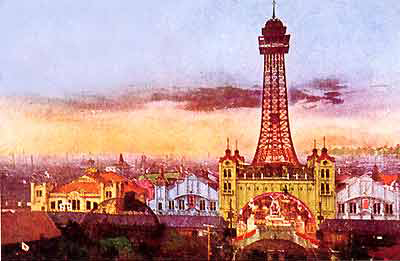
Shinsekai Luna Park, ca. 1912

Après un incendie en 1943, on la démantela et son acier servit pour façonner du matériel de guerre.
Après la guerre, comme le public manifestait son désir de la reconstruire, une société privée, la Tsūtenkaku Kanko Co. Ltd, est créée et l’architecte Tachū Naitō propose un nouveau dessin. La tour octogonale d’aujourd’hui est ouverte en 1956.

## La tour aujourd'hui

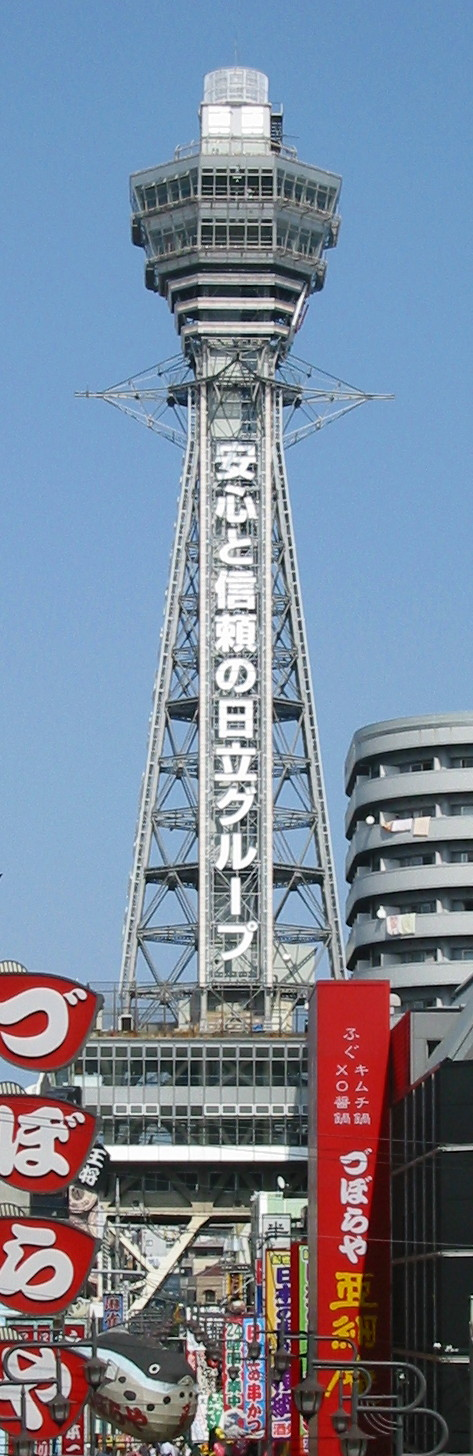
Tsūtenkaku, côté sud

La tour comporte six niveaux différents. Elle est fameuse pour ses néons, dont le design est régulièrement changé. Outre leurs fonctions publicitaire et décorative, ils servent d'indicateur des prévisions météorologiques. La partie supérieure, par un système de couleurs simplifié, donne la météo du jour, avec du blanc pour une journée ensoleillée, du bleu pour un temps pluvieux et de l'orange pour un temps nuageux. La partie inférieure suit le même principe mais donne une prévision pour le lendemain. À la suite d'une rénovation en 2016, les néons affichent une couleur différente chaque mois.
Sur la face orientale de la tour, on peut voir la plus grande horloge du Japon.
La tour héberge une statue du Billiken, un dieu porte-bonheur qui est l’objet d’une commercialisation touristique importante.
En octobre 2014, on devrait commencer des travaux de résistance antisismique et de copie de la fresque originale au plafond du rez-de-chaussée.
En 2022, un toboggan long de 60 mètres, s'enroulant en spirale autour de la cage d'ascenseur latérale de la tour, est ajouté aux attractions de Tsūtenkaku.

## Fréquentation
En 1957, la tour a accueilli 1.000.000 de visiteurs, mais son succès a décliné et ils n’étaient plus que 190.00 en 1975. La tour a retrouvé une certaine popularité dans les années 2000, surtout auprès des touristes non-japonais, et elle a atteint à nouveau le chiffre de 1.000.000 de visiteurs en 2007.
En 2020, la fréquentation touristique de la tour a fortement baissé à cause de la pandémie de Covid-19. Elle a accueilli 220.000 visiteurs, au lieu des 1.000.000 des années précédentes.

## Crédit d'auteurs
- (en) Cet article est partiellement ou en totalité issu de l’article de Wikipédia en anglais intitulé « Tsūtenkaku » (voir la liste des auteurs).